# Automobile in corsa
Automobile in corsa est un tableau peint par Luigi Russolo en 1912-1913. Cette huile sur toile futuriste représente une automobile en mouvement. Elle est conservée au musée national d'Art moderne, à Paris.